# Armand de Périgord
Armand de Périgord (1178 - 1244/1247) was een afstammeling van de graven van Périgord en was tussen 1232 en zijn dood grootmeester van de Orde van de Tempeliers. Hij volgde in 1232 Peter de Montaigu op.

## Biografie
Armand de Périgord was afkomstig uit de Dordogne en klom in de Orde van de Tempeliers op in Italië. Daar werd hij preceptor van Sicilië en Calabrië. Na de dood van grootmeester van grootmeester Peter de Montaigu verkoos de orde hem als nieuwe grootmeester en hierbij gold hij als een compromiskandidaat.
Armand de Périgord voerde vele aanvallen uit tegen islamitische nederzettingen rond het Meer van Galilea. In 1236 werden hij en een honderdtal van zijn ridders in een hinderlaag gelokt bij de grens met Cilicisch Armenië. Slechts twintig van hen, waaronder de grootmeester, overleefden de strijd en vluchtten naar Bagras. In 1239 was hij zeer belangrijk bij het tekenen van een verdrag tussen de christenen en het Sultanaat van Damascus tegen de Kwarezmenen. In 1244 werd de alliantie geconfronteerd met hun vijand bij de Slag bij La Forbie, Périgord raakte vermist tijden het bloedbad, wellicht werd hij gevangengenomen door de Egyptenaren. In 1246 werd een poging ondernomen om Périgord vrij te kopen, maar dit werd door de sultan afgewezen. Tijdens deze jaren van onduidelijkheid werden zijn taken waargenomen door Richard de Bures.